# Time Out (fumetto)
Time Out è una serie a fumetti realizzata da Horacio Altuna negli anni ottanta; è stata pubblicata in varie lingue in diversi paesi del mondo.

## Storia editoriale
Venne realizzata da Horacio Altuna nel 1986 che scrisse anche le sceneggiature. Nel 2006 l'intera serie è stata raccolta in volume e pubblicata in Spagna nella collana Colección Altuna dalla Norma Editorial. In Italia venne pubblicata una prima volta sulla rivista L'Eternauta dal 1987 al 1988.

## Trama
I due protagonisti, Carlo Rumor e Zurdo Della Rabbia, sono sceneggiatori di fumetti invitati dal dottor Rodriguez nel suo laboratorio per provare una macchina del tempo inviandoli nel futuro di un solo giorno per testarne il funzionamento ma, a causa di un errore, i due finiscono per viaggiare fra diverse epoche; lo scienziato prova a riportarli indietro ma inutilmente e i due si ritrovano a viaggiare dalla California degli anni trenta, ai quartieri malfamati di New York o alle piantagioni di schiavi ma anche nello stesso laboratorio ma vent'anni dopo la partenza.